# Brno VII
Brno VII bylo označení sedmého městského obvodu v Brně přinejmenším v letech 1947–1960. Rozsah a vymezení obvodu se během správních reforem několikrát změnily. 
- Brno VII (1947–1949), jeden z 10 městských obvodů v období od 1. ledna 1947 do 30. září 1949. Zahrnoval k. ú. Černovice a Slatina.
- Brno VII (1949–1954), jeden ze 13 městských obvodů v období od 1. října 1949 do 30. dubna 1954. Zahrnoval téměř celé k. p. Královo Pole, celá k. ú. Medlánky a Řečkovice, malou část k. p. Velká Nová Ulice a Červená a nepatrnou část k. ú. Žabovřesky.
- Brno VII (1954–1957), jeden z 12 městských obvodů v období od 1. května 1954 do 30. května 1957. Zahrnoval většinu k. ú. Jundrov, celý k. ú. Komín, malou část k. ú. Křížová, malou část k. ú. Velká Nová Ulice a Červená a většinu k. ú. Žabovřesky.
- Brno VII-Komín (1957–1960), jeden ze 13 městských obvodů v období od 1. června 1957 do 30. června 1960. Zahrnoval část k. ú. Bystrc, část k. ú. Chudčice, část k. ú. Jundrov, část k. ú. Kníničky, celé k. ú. Komín, asi třetinu k. ú. Moravské Knínice, asi polovinu k. ú. Rozdrojovice a malou část k. ú. Veverská Bítýška.

## Související článek
- Členění Brna